# Omololu Falobi
Omololu Falobi était une figure du journalisme nigérian. 
En 1997, il avait cofondé JAAIDS, une organisation non gouvernementale rassemblant des journalistes du pays et destinée à sensibiliser la population aux dangers du sida et aux moyens de prévention. 
Il était marié et père de deux enfants.
Omololu Falobi a été tué par des inconnus le 5 octobre 2006 à Lagos. Omololu Falobi a été assassiné aux environs de 22 heures, alors qu'il venait de quitter le siège de son association à Lagos. Ses assassins l'auraient suivi et lui ont tiré plusieurs balles dans le front, alors qu'il était au volant de sa voiture. 